# Наратасти
Нара́тасти́ (рос. Наратасты, башк. Наратаҫты) — село у складі Шаранського району Башкортостану, Росія. Входить до складу Шаранської сільської ради.
Населення — 735 осіб (2010; 825 у 2002).
Національний склад:
- татари — 57 %